# تبخیر سطحی

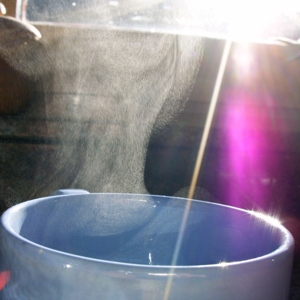
تبخیر سطحی

تبخیر سطحی یا بخارشدگی (انگلیسی: Evaporation) نوعی تبخیر است که از سطح یک مایع به سمت یک فاز گازی اشباع نشده از ماده تشکیل دهنده مایع، روی می‌دهد. مثال بارز در این خصوص تبخیر آب سطح دریاها و اقیانوس‌ها می‌باشد.
این تبخیر در هر دمایی رخ می دهد و دمای مایع باقی مانده در این صورت کاهش می یابد .